# Spinozotroctes seraisorum
Spinozotroctes seraisorum är en skalbaggsart som beskrevs av Tavakilian och Néouze 2007. Spinozotroctes seraisorum ingår i släktet Spinozotroctes och familjen långhorningar. Inga underarter finns listade i Catalogue of Life.